# Utis
Els utis (llatí Utii; grec Οὔτιοι, Utioi; persa: Yutiya) foren un poble de la satrapia XIV de Pèrsia esmentats per Heròdot, que diu que anaven armats si fa no fa com els pactis.